# Sylvia Lagarda-Mata
Sylvia Lagarda-Mata (Barcelona, 1964) es una escritora en lengua catalana y castellana y creativa publicitaria.

## Biografía
Nacida en Barcelona, se inició a finales de los 70 en la revista juvenil Rodamón, con la sección Rondalles barcelonines, falsas leyendas sobre monumentos de la ciudad. Desde el año 2010, de una de sus obras de divulgación, Fantasmes de Barcelona, se realizan rutas turísticas.
Sus inicios profesionales estuvieron en el campo de la publicidad. Estudió ciencias de la comunicación en la Universidad Autónoma de Barcelona y durante años ejerció de creativa en diversas agencias de publicidad y de jefe de promoción en la Generalidad de Cataluña. Después de obtener un Máster en Producción y Realización en la Universidad Politécnica de Cataluña, se dedicó a la creación de guiones cinematográficos y de documentales para diversas productoras. Ha trabajado en Televisión de Cataluña y ha impartido clases de comunicación y de cine y televisión para profesionales.
En los últimos tiempos ha trabajado como freelance publicitaria y para el Consejo Comarcal del Maresme para el cual ha diseñado el cartel de la Fira d'Escriptores del Maresme, entidad a la que pertenece desde que reside en una población de esa comarca. Ha publicado la mayor parte de su obra literaria en catalán, con algunas incursiones al castellano.
Una de las constantes de sus obras es la recuperación de información histórica y de los mitos y leyendas de Cataluña, de las que ha escrito varios libros de divulgación. Incluso sus novelas son de carácter histórico, recreando épocas anteriores. En 2007 quedó finalista del Premio Sent Soví de literatura gastronómica con una novela histórica, Mazapanes Amargos, que recrea la Barcelona de Fernando I de Aragón.En 2017 gana el Premio Talent-Relat, de la Fundación Impulsa Talentum, con el cuento L'Últim Mestre del Temple.

## Obra
Ensayo y divulgación
- Goita, camaco! Vale, Pagès! (La Magrana, 1998)
- Fantasmas de Barcelona (Angle, 2010) (versión en catalán: Fantasmes de Barcelona, Angle, 2009)
- El Diable és català (Angle, 2014)
- Catalunya, terra de pirates (Angle, 2021)
- Catalunya, terra de bandolers (Angle, 2023)

Infantil-Juvenil
- Rondalles barcelonines (revista Rodamón, 1979)
- Misteris de Barcelona per no dormir (Angle, 2013)
- Misteris de Catalunya per passar por (Angle, 2016)

Novela
- Mazapanes amargos (RBA, 2008)
- La sombra de Magui aún está en el jardín (Destino, 2020) (versión en catalán: L’ombra de la Magui encara és al jardí, Columna, 2020)